# Hispanomeryx
Hispanomeryx — вимерлий рід парнокопитних, який жив у період від 13 до 8 мільйонів років тому. Hispanomeryx мав би бути схожим на сучасного кабарги, але був меншим, а деякі зуби в нижній щелепі нагадували зуби бикових, можливо, як пристосування до його дієти. Більшість скам'янілостей відомі в Іспанії, але інші відомі від Туреччини до Китаю, більшість з яких надто фрагментарні, щоб їх можна було віднести до певного виду. Hispanomeryx, здається, був адаптивним видом і жив як у субтропічних лісах, так і у відкритій, відносно посушливій, савані.
Відомо такі види:
- H. duriensis (типовий) Morales, Moyà-Solà, and Soria, 1981 — Іспанія
- H. andrewsi Sánchez et al., 2011 — Китай
- H. aragonensis Azanza, 1986 — Іспанія
- H. daamsi Sánchez, Domingo, and Morales, 2010 — Іспанія
- H. lacetanus Sánchez et al., 2019 — Іспанія